# Gun Agrup
Gun Agrup, född 12 maj 1930 i Växjö, död 23 januari 2011 i Lund, var en svensk dermatolog.
Hon var dotter till Tage Mohlin och Magda, född Israelsson. Hon gifte sig 1953 med Per Agrup.
Gun Agrup blev 1959 medicine licentiat och 1969 medicine doktor, samma år docent i dermato-venereologi, var 1983–1985 laborator vid forskningsavdelningen hos Arbetarskyddsstyrelsen och blev 1986 professor och överläkare i yrkesdermatologi vid Lunds universitet.